# Straight-Jacket
Straight-Jacket (tj. Svěrací kazajka) je americký hraný film z roku 2004, který režíroval Richard Day podle vlastního scénáře. Film se odehrává v Hollywoodu v 50. letech. Hlavní hrdina je filmový herec a utajený gay, jehož postava byla inspirována hercem Rockem Hudsonem. Aby zamezil spekulacím o své homosexualitě, svolí k fingovanému sňatku. Snímek měl světovou premiéru na US Comedy Arts Festivalu v Aspenu dne 4. března 2004.

## Děj
Guy Stone je populární filmová hvězda a „nejžádanější starý mládenec Ameriky“. Guy si užívá vztahů s muži na jednu noc a svůj pravý život před okolím skrývá díky schopnostem svého komorníka Victora a své agentky Jerry. Problém nastane při policejní razii na gay bar, při které je zatčen i Guy. Policii zavolal Guyův neúspěšný konkurent Freddie Stevens. Zatčením je ohrožena Guyova další kariéra, především hlavní role v chystaném filmu Ben Hur. Jerry negativní zprávu přebíjí u novinářů informací, že se Guy bude ženit. Za manželku je mu určena sekretářka Sally, která o dohodě nemá tušení. Guy získá také hlavní roli ve filmu Blood Mine o zkorumpovaném vedení uhelného dolu. Protože je ale období mccarthismu, studio musí ze scénáře odstranit veškeré zmínky o odborech, aby nebylo nařčeno z komunistického smýšlení. S tím ale nesouhlasí mladý scenárista Rick Foster. Guy pozve Ricka do své vily pod záminkou úprav textu, aby ho zde svedl. Rick, kterému se Guy také líbí, má však své zásady. Oba se postupně sbližují a vzniká mezi nimi vztah. Guy je ochoten kvůli Rickovi riskovat i svou kariéru a požádá o rozvod.

## Obsazení
| Matt Letscher       | Guy Stone       |
| Carrie Preston      | Sally Stone     |
| Adam Greer          | Rick Foster     |
| Veronica Cartwright | Jerry Albrecht  |
| Jack Plotnick       | Freddie Stevens |
| Michael Emerson     | Victor          |